# Filip Dylewicz
Filip Dylewicz, né le 25 janvier 1980, à Bydgoszcz, en Pologne, est un joueur polonais de basket-ball.

## Palmarès
- Champion de Pologne 2003-2004, 2004-2005, 2005-2006, 2006-2007, 2007-2008, 2008-2009
- Coupe de Pologne 2000, 2001, 2006, 2008, 2012, 2013
- MVP des playoffs du championnat de Pologne 2007-2008